# Bjambyn Tüwschinbat
Bjambyn Tüwschinbat (mongolisch Бямбын Түвшинбат; * 27. März 1987 in Ulaanbaatar, Mongolei) ist ein mongolischer Boxer im Weltergewicht. Er war unter anderem Teilnehmer der Olympischen Spiele 2012 und 2016.

## Karriere
Der 1,74 m große Linksausleger begann 1998 mit dem Boxsport und gewann eine Bronzemedaille bei den World University Championships 2006 in Almaty. Bei den Asienspielen 2006 verlor er im ersten Kampf gegen den Olympiasieger Manus Boonjumnong.
2007 gewann er jeweils die Silbermedaille beim deutschen Chemiepokal und den Asienmeisterschaften in Ulaanbaatar, wobei er unter anderem Manoj Kumar besiegte und im Finale gegen Serik Säpijew unterlegen war. Er nahm daraufhin bei den Weltmeisterschaften 2007 in Chicago teil und besiegte im ersten Kampf den Finnen Jussi Koivula, schied jedoch anschließend gegen den Südkoreaner Park Kwan-soo aus. 2008 scheiterte er bei den asiatischen Olympiaqualifikationsturnieren in Bangkok und Astana.
2010 gewann er das Shaheed Benazir Bhutto Tournament in Pakistan und wurde zum besten Boxer des Turniers gewählt. Zudem gewann er auch die World University Championships 2010 in Ulaanbaatar durch Finalsieg gegen Onur Şipal und erreichte den sechsten Platz bei den Asienspielen 2010 in Guangzhou.
Bei den Asienmeisterschaften 2011 in Incheon gewann er eine Bronzemedaille und startete auch bei den Weltmeisterschaften 2011 in Baku. Dort besiegte er Samuel Matevosyan aus Armenien, schied aber dann gegen den Russen Andrei Samkowoi aus.
Bei der asiatischen Olympiaqualifikation 2012 in Astana besiegte er Zulqarnain Abbas aus Pakistan und Kim Jung-won aus Südkorea, womit er sich für die Olympischen Spiele 2012 in London qualifizierte. Dort besiegte er in der Vorrunde Yannick Mitoumba aus Gabun, schied aber dann knapp mit 12:13 gegen den Franzosen Alexis Vastine aus.
Bei der Sommer-Universiade 2013 in Kasan gewann er eine Bronzemedaille und startete bei den Weltmeisterschaften 2013 in Almaty. Nach einem Sieg gegen den Chinesen Maimaiti Tuersunqiong, verlor er gegen den Russen Alexander Besputin mit 1:2. Die Asienspiele 2014 in Incheon beendete er auf dem fünften Platz nach einer Viertelfinalniederlage gegen Danijar Jeleussinow.
2015 gewann er den Chemiepokal in Deutschland mit einem Finalsieg gegen Abass Baraou und nahm an den Asienmeisterschaften 2015 in Bangkok teil, wo er nach einer Halbfinalniederlage gegen Danijar Jeleussinow eine Bronzemedaille gewann. Bei den Weltmeisterschaften 2015 in Doha besiegte er den Tschechen Zdeněk Chládek, scheiterte aber dann im zweiten Duell gegen den Chinesen Liu Wei.
Bei der asiatischen Olympiaqualifikation 2016 in China schlug er Schafar Dawlatow aus Tadschikistan, Bachtijar Mascharipow aus Turkmenistan und Eumir Marcial von den Philippinen, womit er sich für die Olympischen Spiele 2016 in Rio de Janeiro qualifizierte. Bei Olympia besiegte er den Argentinier Alberto Palmeta, verlor jedoch im zweiten Kampf gegen Steven Donnelly aus Irland.
Bei den Asienmeisterschaften 2017 in Taschkent gewann er erneut eine Bronzemedaille nach Halbfinalniederlage gegen Abylaichan Schüssipow. Er startete anschließend bei den Weltmeisterschaften 2017 in Hamburg, wo er den Polen Damian Kiwior und den Aserbaidschaner Pərviz Bağırov schlagen konnte, aber im Viertelfinale gegen den Deutschen Abass Baraou unterlag.